# ۹۶۹ (خورشیدی)
۹۶۹ نهصد و شصت و نهمین سال هجری خورشیدی است.